# Jivko Sedlarski

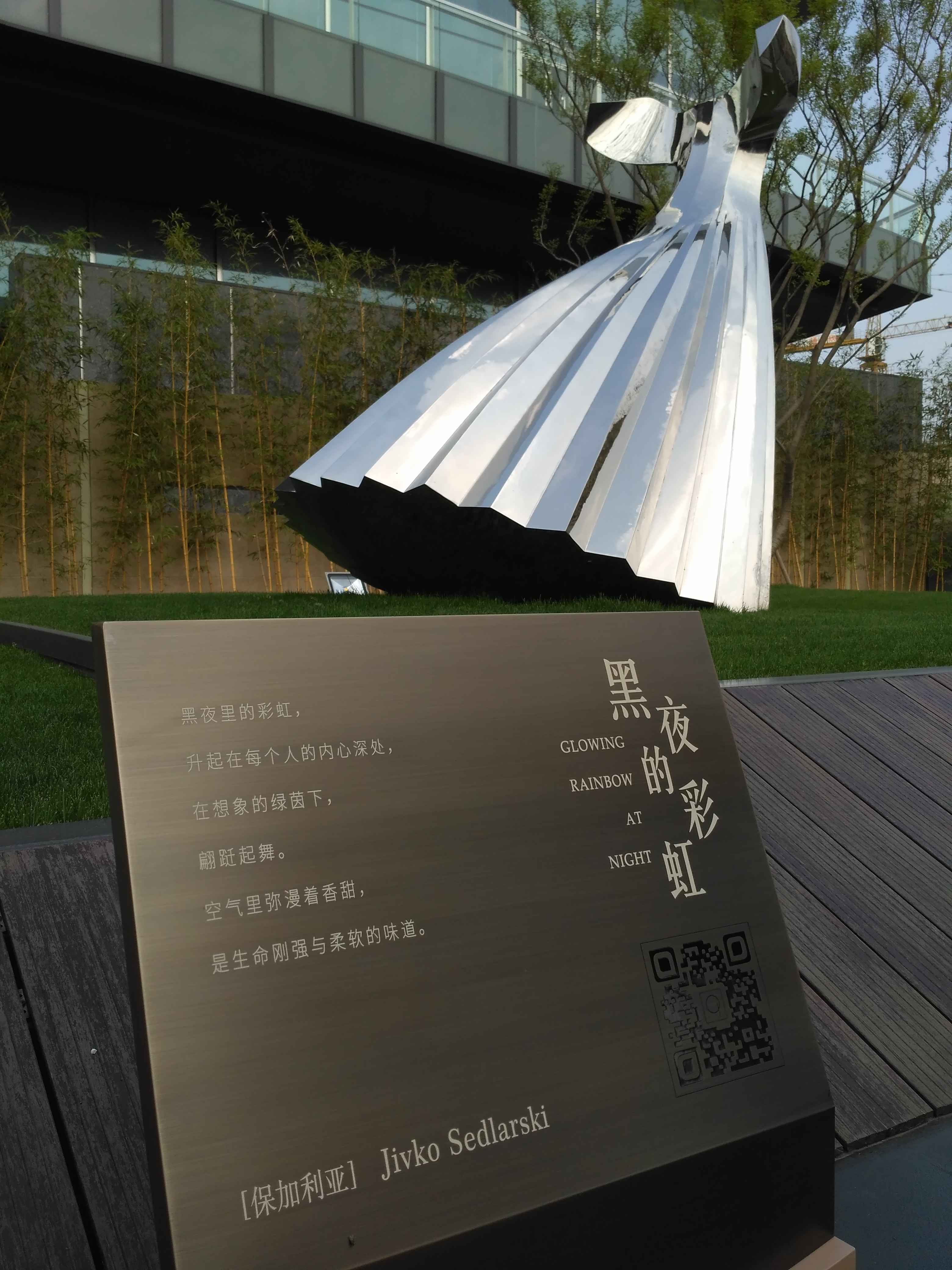
Rainbow In The Dark, Suzhou, Chine

Jivko Sedlarski né le 16 septembre 1958 à Elkhovo, en Bulgarie est un  peintre et sculpteur contemporain bulgare,,,,,,,,. Il vit en France.

## Biographie
Jivko Sedlarski a été initié à l'art très jeune par son père l'artiste - peintre Kolio Sedlarski. Il et diplômé de l'Académie des Beaux Arts à Sofia puis devient professeur au collège Puchkine à Sofia,.

## Expositions (sélection)
Années 2010
- 2021: 
  - DevaM- L'Automne, parc du château de Coupvray / France
  - DevaM-C, Crévin / France
- 2020:
  - Arbre bleu, Crévin / France
- 2019 :
  - Plovdiv - Capitale européenne de la culture, Galerie Aspect[12], Plovdiv / Bulgarie
  - Inauguration[13],[14] d'une sculpture monumentale "La Bretonne", Sens de Bretagne / France
  - Défilé « Haute Soudure », Grand Hôtel Primoretz, Burgas / Bulgarie
  - Château des Pères, Piré-sur-Seiche / France

- 2018 :
  - Jinji Lake Biennale Suzhou / Chine
  - Guns of Wind -  Code Success Fondation, Sofia / Bulgarie
  - Seewines galerie, Sofia / Bulgarie
  - Icône de la Mode Bulgare,  Vitosha Park Hôtel, Sofia / Bulgarie
  - Projet pour Albena resort / Bulgarie
  - Château du Bois-Guy, Parigné / France
  - Artcurial, Lyon / France

- 2017 :
  - 35e Cultural Happy Hour Jivko Sedlarski - Haute Couture Bulgare, Inspiring Culture, Bruxelles / Belgique
  - Galerie NESI, Burgas / Bulgarie
  - Qu Art Museum-Inauguration, Suzhou / Chine
  - Université d’Édimbourg / Écosse
  - Université Libre de Bruxelles / Belgique
  - Port of Antwerp, Anvers/BelgiqueIcône de la mode à Sofia 2018

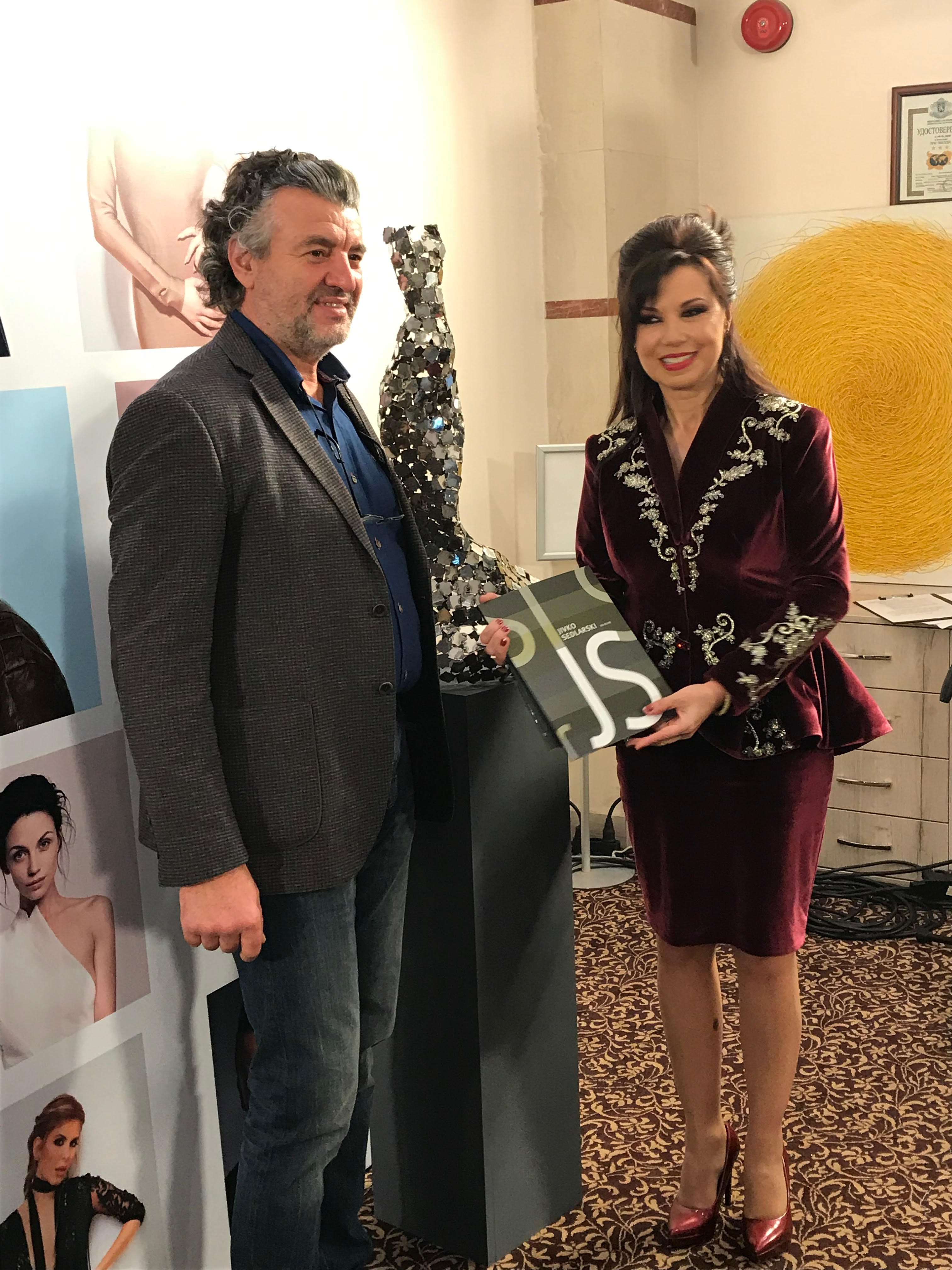
Icône de la mode à Sofia 2018

  - L’Océan, fresque murale, 840 m2, Suzhou Center / Chine
  - Haute Soudure, Château du Boi Guy, Parigné / France
  - Artcurial, Lyon / France
  - Des oeuvres de Jivko Sedlarski au centre culture[15], Saint-Pierre-de-Plesguen, France
- 2016 :
  - Queen Elizabeth Olympic Park, Londres / Angleterre
  - Haute Soudure Bowling Center - Cap Malo, La Mézière / France
  - Woman on the Bike, laiton, H : 2,20 m, Taihu Lake-Suzhou / Chine
  - Skating Women's, laiton, H : 2,50 m, Taihu Lake-Suzhou / Chine
  - Rainbow In the Dark, acier inoxydable, H : 3,00 m, Lake Mansion-Suzhou / Chine
  - Haute Soudure[11], Parigné
  - Artcurial, Lyon / France
- 2015 :
  - Robe Pétillante, Beaune / France
  - Qu Art Suzhou / Chine
  - Féminalise, Beaune / France
  - Primavera, Galerie Rive Gauche, Namur / Belgique
  - Galerie Valer, Sofia / Bulgarie
  - Spazio Solferino 40, Milan / Italie
- 2014 : 
  - Ploum'expo[16], salle Ploum'expo, Ploumagoar
- 2011 : 
  - Exposition au musée Utrillo-Valadon[8]